# Fiumefreddo Bruzio
Fiumefreddo Bruzio ist eine italienische Gemeinde in der Provinz Cosenza in Kalabrien mit 3168 Einwohnern (Stand 31. Dezember 2023). Der Ort gehört zu der Vereinigung I borghi più belli d’Italia (Die schönsten Orte Italiens)

## Lage und Daten
Fiumefreddo Bruzio liegt etwa 39 km westlich von Cosenza an der Küste des Tyrrhenischen Meeres. Die Nachbargemeinden sind Amantea, Paola, Cerisano, Falconara Albanese, Longobardi und Mendicino.

## Sehenswürdigkeiten
Im Ort befinden sich die Ruine der Burg Castello della Valle und die Reste der Stadtmauer. In der Via Torretto steht ein mittelalterlicher Turm. Sehenswert sind die Pfarrkirche und die Kirche S. Chiara.